# Robertsfors (gemeente)
Robertsfors is een Zweedse gemeente in Västerbotten. De gemeente behoort tot de provincie Västerbottens län. Ze heeft een totale oppervlakte van 2388,1 km² en telde 7106 inwoners in 2004.

## Plaatsen
- Robertsfors (plaats)
- Ånäset
- Bygdeå
- Åkullsjön
- Djäkneboda
- Flarken (Robertsfors)
- Sikeå hamn en Brännstan
- Sikeå
- Överklinten
- Dalkarlså
- Ratan

Bjurholm ·
Dorotea ·
Lycksele ·
Malå ·
Nordmaling ·
Norsjö ·
Robertsfors ·
Skellefteå ·
Sorsele ·
Storuman ·
Umeå ·
Vilhelmina ·
Vindeln ·
Vännäs ·
Åsele